# Barbara Hahn (Sängerin)
Barbara Hahn (* 9. Mai 1965 in Stuttgart) ist eine deutsche Opernsängerin (Mezzosopran).

## Leben
Sie studierte bei Knoll am Mozarteum in Salzburg Gesang. 1987 debütierte sie am Stadttheater Bielefeld mit der Partie der Dorabella in Così fan tutte. Zu ihren weiteren Stationen zählen die Oper Frankfurt und Leipzig, das Teatro communale Bologna, die Bregenzer Festspiele sowie das Stadttheater Freiburg, wo sie unter Donald Runnicles ihren ersten Hänsel sang. Neben vielen Mezzosopranpartien sang sie auch zahlreiche Operettendivenrollen und erarbeitete sich auch die Fidelio-Leonore, die sie am Staatstheater Saarbrücken sang. Von 2001 bis 2006 war sie am Mainfrankentheater in Würzburg, wo sie unter anderem in Hans Pfitzners Das Herz die Herzogin sang. Seit der Saison 2006/07 ist sie Mitglied im Opernchor des Opernhauses Zürich in der Stimmlage Alt.

## Engagements (Auswahl)
Stadttheater Bielefeld (1987–1990)
- Così fan tutte: Dorabella
- Figaros Hochzeit: Cherubin
- Die Fledermaus: Orlowsky, Ida
- Falstaff: Meg Page
- Nerone (Arrigo Boito): Persida, Cerintus

Bregenzer Festspiele
- Hoffmanns Erzählungen: Niklaus

Theater Freiburg (1989–1991)
- Hänsel und Gretel: Hänsel

Oper Frankfurt (1991–1993)
- Hoffmanns Erzählungen: Muse, Niklaus
- Der Rosenkavalier: Oktavian

Staatstheater Saarbrücken (1993–1996)
- Fidelio: Leonore
- Werther: Charlotte
- Carmen: Carmen
- Mignon: Mignon
- Die Italienerin in Algier: Isabella

Opernhaus Leipzig (1997–2001)
- La traviata: Flora
- Hänsel und Gretel: Hänsel
- Carmen: Mercedes

Opernhaus Zürich (Gastspiel 1997)
- Aventures (György Ligeti): Altpartie[3]

Opernhaus Zürich (Gastspiel 2000)
- La Traviata: Flora

Zürcher Konzerthalle (Gastspiel 2000)
- Aventures: Altpartie

Mainfrankentheater Würzburg (2001–2006)
- Der fliegende Holländer: Mary
- Das Herz (Hans Pfitzner): Herzogin[2]